# TicketOne
TicketOne è una società italiana, fondata nel 1998, operante nel ticketing online per eventi di musica, teatro, sport, cinema e cultura.
Dal 2007, TicketOne fa parte del gruppo internazionale tedesco CTS Eventim (quotata alla Borsa di Francoforte)